# ジョージア・サウスウェスタン州立大学
ジョージア・サウスウェスタン州立大学（Georgia Southwestern State University）は、アメリカ合衆国ジョージア州アメリカスにある、四年制公立大学である。ジョージア州の州立大学群であるジョージア大学システムを構成する一校。1906年創立。

## 専攻
- The College of Arts and Sciences
- School of Nursing
- The Rosalynn Carter Institute on Caregiving
- The College of Business Administration

## 著名な出身者
- 元大統領ジミー・カーターとその妻ロザリン。